# Ma Kum-ja
Pour les articles homonymes, voir Ma.
Ma Kum-ja, née le 24 août 1955, est une ancienne joueuse sud-coréenne de volley-ball.
Elle est médaillée de bronze aux Jeux de 1976.

## Carrière
Ma fait partie de l'équipe sud-coréenne qui remporte la médaille de bronze lors des Jeux olympiques de 1976.

## Palmarès
- Jeux olympiques
  -  1976 à Montréal.